# Waukau
Waukau – jednostka osadnicza w Stanach Zjednoczonych, w stanie Wisconsin, w hrabstwie Winnebago.